# Montezuma (planta)
Montezuma es un género con tres especies de plantas de flores perteneciente a la familia  Malvaceae.

## Especies seleccionadas
| - Montezuma cubensis Urb. - Montezuma grandiflora Urb. - Montezuma speciosissima ex DC. |

- Datos: Q6022764
- Multimedia: Malvaceae / Q6022764